# Alisha Lehmann
Alisha Lehmann (Tägertschi, 21 januari 1999) is een Zwitserse profvoetbalster. Ze speelt als aanvaller voor FC Como in de Serie A.

## Carrière

### Clubcarrière
Lehman speelde in de jeugdopleiding van de Zwitserse club FC Konolfingen. Daarna vervolgde ze haar loopbaan bij BSC Young Boys, waar ze in 2016 met het hoogste vrouwenteam uitkwam in de Nationalliga A (vanaf 2020 Super League geheten). In augustus 2018 tekende ze, op 19-jarige leeftijd, een contract bij West Ham United FC. Vanaf de tweede helft van het seizoen 2020-2021 werd ze uitgeleend aan Everton FC om daar het seizoen af te maken.
Eind juni 2021 werd bekend dat Lehmann een contract had getekend bij Aston Villa FC. In juli 2022 verlengde ze haar contract met een jaar, nadat ze 23 keer had gespeeld en vier doelpunten had gemaakt tijdens haar eerste seizoen bij de club.
Op 6 juli 2024 werd bekendgemaakt dat ze haar carrière zou vervolgen bij Juventus FC. Haar eerste doelpunt voor de club scoorde ze in de openingswedstrijd van het Serie A-seizoen 2024/25, tegen Sassuolo.
In augustus 2025 maakte Lehmann een binnenlandse transfer naar FC Como.

### Interlandcarrière
Lehmann kwam uit voor verschillende Zwitserse jeugdelftallen. In 2017 speelde ze haar eerste wedstrijd voor het Zwitsers voetbalelftal.
Op het EK 2025, dat in Zwitserland werd gespeeld, speelde ze niet, maar trok ze vooral de aandacht als speelster met de meeste volgers op social media.

## Privé
Lehmann had van 2018 tot 2021 een relatie met haar Zwitserse teamgenote Ramona Bachmann. Van 2021 tot 2025 had ze met onderbrekingen een relatie met Douglas Luiz, die net als Lehmann speelde bij Aston Villa en met haar in 2024 naar Juventus vertrok.